# 香港海關學院
香港海關學院（英語：Hong Kong Customs College），前身為海關訓練學校，成立於1974年，2019年更為現名，隸屬於香港海關，負責訓練香港海關人員和世界海關組織亞太地區成員。

## 歷史
香港海關學院前身為「海關訓練學校」，於1974年建成，負責為新入職及在職人員提供各項訓練，以及為世界海關組織亞太區的成員提供培訓。海關訓練學校的督察基本訓練課程及關員基本訓練課程於2018年12月成功通過香港學術及職業資歷評審局（評審局）的專業評審，分別獲評為香港資歷架構第五級（即與本地學士學位同級的資歷）及第四級（即與本地副學士學位或高級文憑同級的資歷）課程。海關訓練學校亦於2019年1月1日正名為香港海關學院。由2019年起開始受訓並完成課程的學員將獲學院頒授「海關管理專業文憑（督察）」或「海關關務專業文憑（關員）」。2021年11月，學院提供的兩個在職培訓課程（即旅客處理課程和貨物處理課程），成功通過評審局的專業評審，獲評為香港資歷架構第四級課程。2022年起完成課程的學員將獲學院頒授「海關管制及執法（旅客清關）專業證書」或「海關管制及執法（貨物清關）專業證書」。 

## 設施
演講廳、會議室、課室、資訊科技中心、教學資源中心、學習資源中心、多用途場館、室外靶場、操場、戶外運動場、健身室、游泳池、草地足球場、運動攀爬及遊繩下降設施、專業發展訓練大樓及學員宿舍

## 訓練

### 關員基本訓練課程
關員接受為期約15星期的留宿訓練，訓練內容主要集中於有關的法律和海關工作等專業知識，例如貨物及旅客清關、情報搜集和調查，亦會包括槍械及自衛術訓練，更會有模擬貨櫃及船艙搜查的練習，訓練將來肩負的實際工作。

### 督察基本訓練課程
督察接受為期約24星期的留宿訓練，課程內容包括政府架構、有關法律及程序，以及海關督察的工作，另外亦有槍械訓練，以及領導和管理技巧方面的培訓。課程亦有很多體能訓練，以及基本急救和自衞術，亦會認識水上安全知識等。

## 以香港海關學院為題的作品
- 把關者們 （2021年）